# 重點房產信託投資法人
重點房產信託投資法人(Top REIT,Inc. 或 トップリート投資法人)，（東證1部：8982）由日本重點房產信託資產管理股份有限公司旗下信託管理，主要經營日本所有地區房地產產業。包括日本電氣總部大廈、晴海島海神辦公大樓Y、Z區等有形資產。
而每年財政年度則為3月31日止。
其股份自2006年於東京證券交易所房地產信託基金板上市。